# Terc-butil-lítium
A terc-butil-lítium (CH3)3CLi képletű szerves lítiumvegyület. Alkalmazható szerves szintézisben, mivel erős bázis. a terc-butil-lítium kereskedelmi forgalomban szénhidrogén-oldatokként kapható; általában nem a laboratóriumban szintetizálják. Előállításáról először Robert Woodward számolt be 1941-ben.

## Szerkezete
A többi szerves lítiumvegyülethez hasonlóan a terc-butil-lítium is atomcsoport. Míg az n-butil-lítium hexamerként és tetramerként egyaránt létezik, a terc-butil-lítium köbszerkezetű tetramerként létezik. A szerves lítiumcsoportokban történő kötés szigma delokalizációt és jelentős Li-Li kötést foglal magában.
A terc-butil-lítiumban a lítium-szén kötés erősen polarizált, körülbelül 40 százalékos ionjellegű. A molekula úgy reagál, mint egy karbanion, amit ez a két rezonanciaszerkezet képvisel. (Tekintettel a C – Li kötés polaritási számításaira, a t-butil-lítium egyetlen molekulájának „valódi” szerkezete valószínűleg a két bemutatott rezonancia-együttható közeli átlagának felel meg, amelyben a központi szénatom ~ 50% -os részleges negatív töltéssel, míg a lítium atom részleges pozitív töltéssel rendelkezik.

## Reakciói
Az n-butil-lítiumhoz hasonlóan a terc-butil-lítium használható a lítium halogénekkel történő cseréjére, valamint az aminok és az aktivált C-H vegyületek deprotonálására.
Ez a vegyület és más alkil-lítium-vegyületek ismert módon reagálnak éter-oldószerekkel; a terc-butil-lítium felezési ideje 60 perc 0 °C-on dietil-éterben, 40 perc –20 °C-on tetrahidrofuránban (THF),  és körülbelül 11 perc –70 °C-on dimetil-éterben.Ebben a példában a terc-butil-lítium reakcióját mutatjuk be (THF):

## Fizikai tulajdonságok
A terc butil lítium színtelen, átlátszó viszkózus folyadék, melynek sűrűsége 0,652 g/ml.